# Acropora plantaginea
Acropora plantaginea е вид корал от семейство Acroporidae.

## Разпространение
Този вид е разпространен в Британска индоокеанска територия, Джибути, Египет, Еритрея, Йемен, Израел, Йордания, Коморски острови, Мавриций, Мадагаскар, Майот, Мозамбик, Реюнион, Саудитска Арабия, Сейшели, Судан и Танзания.